# Dreamland (álbum de Glass Animals)
Dreamland es el tercer álbum de estudio del grupo británico Glass Animals. Fue lanzado el 7 de agosto de 2020, después de haber sido pospuesto desde su fecha de lanzamiento inicial del 10 de julio de 2020.
Dreamland es el primer álbum de la banda desde How to Be a Human Being (2016) y fue concebido después de que su baterista se viera involucrado en una colisión casi fatal en julio de 2018. El álbum fue escrito y producido casi en su totalidad por el líder Dave Bayley y presenta letras fuertemente autobiográficas, una diferencia radical con respecto al trabajo anterior de la banda. Deriva la inspiración musical y lírica de la infancia de Dave en Texas, particularmente de la cultura popular y los medios de comunicación de los Estados Unidos de la década de 1990 y principios de la de 2000. El álbum ha sido descrito como «empapado» de nostalgia y está estructurado en torno a una serie de interludios de audio de los videos caseros de la infancia de Dave. Dreamland fue influenciado por R&B y música hip hop de principios de la década de 2000, y cuenta con la aparición del rapero estadounidense Denzel Curry. 
Se lanzaron cinco sencillos del álbum antes de su lanzamiento: «Tokyo Drifting» (con Denzel Curry), «Your Love (Déjà Vu)», el nombre epónimo «Dreamland», «Heat Waves» y «It's All So Incredibly Loud». Un álbum visual, titulado Dreamland: The Home Movies, fue lanzado en VHS poco después del lanzamiento del álbum. Tras su lanzamiento, Dreamland recibió críticas en su mayoría favorables. 

## Lista de canciones
Todas las canciones están escritas y producidas por Dave Bayley, excepto donde se indique.

| N.º   | Título                              | Productor(es)             | Duración |  |
| 1.    | «Dreamland»                         |                           | 3:23     |  |
| 2.    | «Tangerine»                         |                           | 3:20     |  |
| 3.    | «((Home Movie: 1994))»              |                           | 0:07     |  |
| 4.    | «Hot Sugar»                         |                           | 3:54     |  |
| 5.    | «((Home Movie: BTX))»               |                           | 0:13     |  |
| 6.    | «Space Ghost Coast to Coast»        |                           | 3:07     |  |
| 7.    | «Tokyo Drifting» (con Denzel Curry) |                           | 3:36     |  |
| 8.    | «Melon and the Coconut»             |                           | 2:28     |  |
| 9.    | «Your Love (Déjà Vu)»               | Dave Bayley, Paul Epworth | 3:54     |  |
| 10.   | «Waterfalls Coming Out Your Mouth»  |                           | 2:41     |  |
| 11.   | «It's All So Incredibly Loud»       |                           | 4:19     |  |
| 12.   | «((Home Movie: Rockets))»           |                           | 1:00     |  |
| 13.   | «Domestic Bliss»                    |                           | 3:18     |  |
| 14.   | «Heat Waves»                        |                           | 3:58     |  |
| 15.   | «((Home Movie: Shoes On))»          |                           | 0:31     |  |
| 16.   | «Helium»                            |                           | 5:28     |  |
| 45:17 |                                     |                           |          |  |

Notas
- significa un coproductor.
- «Helium» contiene la pista oculta «(Home Movie: Are You Watching TV)»
- ((Home Movie: 1994)), ((Home Movie: BTX)), ((Home Movie: Rockets)), ((Home Movie: Shoes On)) y «(Home Movie: Are You Watching TV)» están estilizados en minúsculas.
- «Hot Sugar» contiene el sample de «Deep Shadows», escrita por Ann Bridgeforth, Dave Hamilton y Rony Darrel y fue interpretada por Little Ann.
- «Tokyo Drifting» contiene elementos de «Mahlalela (Lazy Bones)», escrita por Caiphus Semenya y fue interpretada por Letta Mbulu.

## Personal
Créditos adaptados de las notas del álbum.

### Músicos
Glass Animals
- Dave Bayley – voces (1, 2, 4, 6–11, 13–16), voz bajo (1, 6, 13), teclados (1, 3–5, 8, 10, 11, 13–16), guitarra (4, 6, 8, 10, 11, 13–16), batería (1, 4, 6–11, 13–16), sintetizador (4, 7, 9, 14), percusión (11, 13, 15), cuerdas (1, 2, 4, 7, 9, 11–16), mezcla (3, 5, 12, 15), programador (1, 4, 6–16)
- Andrew MacFarlane – cuerdas (2, 11, 12, 13, 14), guitarra (6, 10, 14, 16), teclados (6, 9, 13), programador (12, 13, 14)
- Edmund Irwin Singer – guitarra (6, 14, 16), teclados (9), voz bajo (10), cuerdas (12), sintetizador (13), programador (12, 13, 14)
- Joe Seaward – batería (9, 14), percusión (11)

Músicos adicionales
- Paul Epworth – percusión (11), cuerdas (2), sintetizador (6)
- David Wrench – programador (1, 8, 10, 11, 13, 16)
- Orit Braha – voces (3)
- Denzel Curry – voces (7)
- Letta Mbulu – voces (7)

### Técnicos
- Dave Bayley – producción (todas las canciones), ingeniero de grabación (todas las canciones)
- Paul Epworth – coproducción (9)
- David Wrench – mezcla (1, 8, 10, 11, 13, 16)
- Manny Marroquin – mezcla (2, 4, 9, 14)
- Derek "MixedByAli" Ali – mezcla (6)
- David Nakaji – mezcla (7)
- Riley McIntyre – ingeniero de grabación (1–6, 8–16)
- Luke Pickering – asistente de ingeniero de grabación (1–6, 8–16)
- Chloe Kramer – asistente de ingeniero de grabación (1–6, 8–16)
- Chris Galland – ingeniero de mezcla (2, 4, 14)
- Curtis "Sircut" Bye – asistente de mezcla (6)
- Cyrus "NOIS" Taghipour – asistente de mezcla (6)
- Jeremie Inhaber – asistente de mezcla (2, 4, 14)
- Robin Florent – asistente de mezcla (2, 4, 14)
- Scott Desmarais – asistente de mezcla (2, 4, 14)
- Chris Gehringer – masterización (1–6, 8–16)
- Mike Bozzi – masterización (7)

## Posicionamiento en listas

### Listas semanales
| Listas (2020)                      | Mejor position |
| ---------------------------------- | -------------- |
| Australia (ARIA)                   | 6              |
| Austria (Ö3 Austria)               | 69             |
| Bélgica (Ultratop flamenca)        | 32             |
| Bélgica (Ultratop valona)          | 106            |
| Canadá (Billboard Canadian Albums) | 13             |
| Países Bajos (Album Top 100)       | 63             |
| Alemania (Offizielle Top 100)      | 43             |
| Irlanda (OCC)                      | 8              |
| Nueva Zelanda (Recorded Music NZ)  | 8              |
| Escocia (Scottish Albums Chart)    | 3              |
| Suiza (Schweizer Hitparade)        | 51             |
| Reino Unido (UK Albums Chart)      | 2              |
| Estados Unidos (Billboard 200)     | 7              |
| Estados Unidos (Top Rock Albums)   | 1              |

### Posición fin de año
| Listas (2020)                  | Posición |
| ------------------------------ | -------- |
| US Top Rock Albums (Billboard) | 46       |